# Aithra (Okeanide)
Aithra (altgriechisch Αἴθρα Aíthra) ist in der griechischen Mythologie eine Okeanide, Tochter des Okeanos und der Tethys.
Sie ist die Gattin des Atlas und von diesem die Mutter des Hyas und der Hyaden. Als Gattin des Atlas erscheint der Name Aithra nur vereinzelt, öfter wird an ihrer Stelle die Okeanide Pleione genannt.